# Vig Station
Vig Station er en jernbanestation i Vig.